# Лобковиц, Вильгельм Вильгельмович
Вильгельм Вильгельмович Лобковиц (нем. Wilhelm Lobkowitz, чеш. Vilém Lobkowicz; укр. Вільгельм Льобковіц; 1893, Фридек-Мистек — 5 февраля 1938, Москва) — австро-венгерский, украинский и советский военный деятель, в СССР преподаватель тактики на курсах комсостава «Выстрел».

## Биография

### Национальность
По документам СССР Вильгельм значится как немец. По версии Евгения Топинки, Вильгельм является чехом по национальности: в австро-венгерских документах он проходил как чех, плюс ко всему Лобковицы являлись старинным чешским родом.

### До и во время Первой мировой войны
Лобковиц — уроженец города Фридек. Окончил военную академию. В годы Первой мировой войны был начальником оперативного штаба 18-го австрийского корпуса. Кавалер многочисленных наград. Владел чешским, немецком, польским, французским, украинским и русским языками, за что его называли «хитрым генштабистом». После распада Австро-Венгрии перешёл на сторону Украинской Галицкой Армии.

### Гражданская война на Украине
В ранге сотника Лобковиц был начальником оперативного штаба при Начальной команде Украинской Галицкой Армии. Де-факто он выполнял обязанности полковника Карла Штипшица-Тернавы, хорвата по национальности, которого солдаты УГА считали бездарным.
Позднее он возглавил штаб 3-го Галицкого корпуса. Значился как один из разработчиков Чортковской наступательной операции. 12 июня 1919 Вильгельму Лобковицу присвоили воинское звание атамана Украинской Галицкой Армии (равноценное майору). Был начальником штаба армейской группы генерала Антона Кравса, взявшей 30 августа 1919 Киев.
Вскоре Лобковиц попал в плен к полякам, пребывал в лагере в Тухоле. Оттуда бежал в чешский Либерец, где написал собственные мемуары «Поход на Киев». В 1921 году уехал в СССР. Долгое время его деятельность считалась засекреченной, вскоре после обнародования документов выяснилось, что Вильгельм работал преподавателем тактики на курсах командного состава «Выстрел» в Москве.
3 октября 1937 года Вильгельм Лобковиц был арестован по обвинению в шпионаже в пользу Третьего Рейха. Комиссией НКВД СССР 24 января 1938 был приговорён к расстрелу. Приговор приведён 5 февраля на Бутовском полигоне под Москвой. Похоронен в Бутово.
Реабилитирован в феврале 1960 года.